# Ardon (rijeka)
Ardon (rus. Ардон, osetski Ӕрыдон , Ærydon) je rijeka u Sjevernoj Osetiji–Alaniji u Rusiji, lijeva pritoka Tereka. Teče prema sjeveru i nešto prema istoku te utkeče u Terek sjeverozapadno od Vladikavkaza. Njena glavna pritoka je Fiagdon koja je paralelna s njom na istoku i ulijeva se u nju blizu ušća. Duljina Ardona je 102 km, površina njegovog porječja je 2700 km2. Od većih gradova, na njoj se nalaze Ardon i Alagir.
Osetijska vojna cesta prelazila je dolinom Ardona.

## Tok rijeke
Rijeka Ardon nastaje sutokom rijeka Mamisondon, Nardon, Adaykom i Tsmiakomdon, koje izviru iz ledenjaka na Velikom Kavkazu. Protječe kroz rezervat Sjeverne Osetije, prolazi dubokim Alagirskim klancem i Transkavkaskom magistralom prije nego što stigne do Osetske ravnice. U Alagirskoj klisuri nalazi se Sadonska ležišta rude olova i cinka, kao i sela poput Burona, Sadona, Gornjeg Zgida i Mizura.
Nakon što rijeka uđe u ravnicu u blizini grada Alagira, njene se vode koriste za navodnjavanje. Grad Ardon nalazi se 7 km od ušća rijeke Ardon u Terek, a rijeka Ardon u blizini ušća prima svoju najveću desnu pritoku Fiagdon.

## Hidroelektrane
Duž dionice rijeke u dužini od 16 km od sela Nižnij Zaramag do ušća rijeke Baddon nalazi se kaskada operativnih hidroelektrana Zaramag, uključujući HE Golovnaja s kapacitetom od 15 MW i HE Zaramagskaja -1 snage 346 MW. U planu je izgradnja HE Zaramagskaja HE-2 snage 72,9 MW, a ranije su napravljeni planovi za izgradnju HE Zaramagskaja HE-3 (Tamisk) snage 46 MW.